# Световно първенство по шахмат 1892
Световното първенство по шахмат през 1892 г. е четвъртото подред и се провежда в Хавана от 1 януари и 28 февруари 1892 г. между действащия световен шампион Вилхелм Щайниц и претендента Михаил Чигорин.

## Резултати
По регламент мачът се състои от 20 партии, като шампион става първият играч, спечелил 10 ½ точки или 10 партии. В случай на равен резултат 10:10 точки играчите продължават да играят, докато единият спечели 10 партии. При равен резултат 9:9 победи Щайниц би запазил титлата си.
|                                | 1 | 2 | 3 | 4 | 5 | 6 | 7 | 8 | 9 | 10 | 11 | 12 | 13 | 14 | 15 | 16 | 17 | 18 | 19 | 20 | 21 | 22 | 23 | Точки | Победи |
| ------------------------------ | - | - | - | - | - | - | - | - | - | -- | -- | -- | -- | -- | -- | -- | -- | -- | -- | -- | -- | -- | -- | ----- | ------ |
| Михаил Чигорин (Руска империя) | 1 | ½ | ½ | 0 | ½ | 0 | 1 | 1 | ½ | 1  | 0  | 1  | 0  | 0  | 1  | 0  | 1  | 0  | 1  | 0  | ½  | 0  | 0  | 10½   | 8      |
| Вилхелм Щайниц (САЩ)           | 0 | ½ | ½ | 1 | ½ | 1 | 0 | 0 | ½ | 0  | 1  | 0  | 1  | 1  | 0  | 1  | 0  | 1  | 0  | 1  | ½  | 1  | 1  | 12 ½  | 10     |
Резултатът е 10-10 точки след 20 партии и мачът продължава, докато единият играч спечели 10 партии. В 23-тата партия Чигорин допуска груба грешка и е матиран след 2 хода. Щайниц печели първенството и запазва титлата си.